# Michael W. Doyle
Michael W. Doyle é um estudioso americano de relações internacionais que é um teórico da "paz democrática", liberal e autor de Liberalism and World Politics. Ele também escreveu sobre a história comparativa dos impérios e a avaliação da manutenção da paz da ONU. Ele é professor universitário de Assuntos Internacionais, Direito e Ciência Política na Escola de Relações Internacionais e Públicas da Universidade de Columbia. Ele codirige o Centro de Governança Global da Faculdade de Direito da Universidade de Columbia.

## Vida pregressa
Michael W. Doyle nasceu em Honolulu e formou-se no Colégio Jesuíta em Tampa. Ele desenvolveu em ciência política, desde a graduação ao doutorado pela Universidade de Harvard.

## Carreira
Doyle lecionou na Universidade de Warwick, na Universidade Johns Hopkins, na Universidade de Princeton e na Escola de Direito de Yale. Na Universidade de Princeton, dirigiu o Centro de Estudos Internacionais e presidiu o Conselho Editorial e o Comitê de Editores de Política Mundial. Ele é membro há muito tempo e ex-presidente do conselho do International Peace Institute. Também foi membro do Comitê Consultivo de Pesquisa Externa do ACNUR e do Comitê Consultivo da Unidade de Lições Aprendidas do Departamento de Operações de Manutenção da Paz (ONU). Ele é membro do Conselho de Relações Exteriores de Nova York.

### A Paz Perpétua de Kant
Em seu ensaio de 1983, Kant, Liberal Legacies and Foreign Affairs, Doyle se baseia nos pontos de vista de Immanuel Kant sobre várias questões; especialmente observados são seus pontos de vista sobre o internacionalismo liberal. Doyle discute os dois legados do liberalismo moderno: a pacificação das relações exteriores entre os estados liberais e a imprudência internacional.

### Prêmios e honras
Em 2001, Doyle foi eleito membro da American Academy of Arts and Sciences e, em 2009, da American Philosophical Society. Em 2009, ele recebeu o Prêmio Charles E. Merriam da American Political Science Association, concedido a cada dois anos a "uma pessoa cujo trabalho publicado e carreira representam uma contribuição significativa para a arte de governar por meio da aplicação da pesquisa em ciências sociais". Em 2011, Doyle recebeu o prêmio Hubert H. Humphrey da American Political Science Association por "notável serviço público prestado por um cientista político". Em 2012, foi nomeado Daniel Patrick Moynihan Fellow da Academia Americana de Ciências Políticas e Sociais. Em 2014, ele recebeu um diploma honorário da Universidade de Warwick.

### Serviço público
Doyle serviu como Secretário-Geral Adjunto e Conselheiro Especial do Secretário-Geral das Nações Unidas, Kofi Annan. No Gabinete Executivo do Secretário-Geral, ele foi responsável pelo planejamento estratégico, incluindo os Objetivos de Desenvolvimento do Milênio, divulgação para o setor corporativo internacional por meio do Pacto Global e relações com Washington. Ele é o ex-presidente do Conselho Acadêmico do Sistema das Nações Unidas.
Ele também foi presidente do Fundo de Democracia das Nações Unidas de 2007 a 2013, eleito pelos membros e nomeado pelo secretário-geral da ONU, Ban Ki-moon.

### Modelo de Convenção Internacional de Mobilidade
Como diretor da Columbia Global Policy Initiative, Doyle convocou o grupo de especialistas que desenvolveu o Modelo de Convenção Internacional de Mobilidade (MIMC).
Agora um projeto do Conselho Carnegie, o MIMC está construindo uma rede que incentivará o apoio e o desenvolvimento da convenção para enfrentar os desafios emergentes da mobilidade internacional, incluindo doenças pandêmicas e estresse climático. 
O Modelo de Convenção sobre Mobilidade Internacional preenche uma lacuna no direito internacional ao cobrir as múltiplas formas de mobilidade internacional, desde visitantes, migrantes trabalhistas até migrantes forçados e refugiados. Propõe um quadro abrangente para a mobilidade internacional com o objetivo de estabelecer um conjunto cumulativo de direitos concedidos a pessoas com mobilidade internacional (e os correspondentes direitos e responsabilidades dos Estados).

## Vida pessoal
Doyle é casado com Amy Gutmann, embaixadora dos Estados Unidos na Alemanha e ex-presidente da Universidade da Pensilvânia. A filha deles, Abigail Doyle, é professora de química na UCLA.

## Publicações
- The Question of Intervention: John Stuart Mill and the Responsibility to Protect (Yale Press)
- Ways of War and Peace: Realism, Liberalism, and Socialism (W.W. Norton)
- Empires (Cornell University Press)
- Liberal Peace: Selected Essays (Routledge)
- UN Peacekeeping in Cambodia: UNTAC's Civil Mandate (Lynne Rienner Publishers)
- Striking First: Preemption and Prevention of International Conflict (Princeton Press)
- Making War and Building Peace (Princeton Press) com Nicholas Sambanis
- Alternatives to Monetary Disorder (Council on Foreign Relations/McGraw Hill) com Fred Hirsch e Edward Morse
- Keeping the Peace (Cambridge University Press) editado com Ian Johnstone e Robert Orr
- Peacemaking and Peacekeeping for the New Century (Rowman and Littlefield) editado com Olara Otunnu
- New Thinking in International Relations Theory (Westview) editado com John Ikenberry
- The Globalization of Human Rights (United Nations University Press) editado com Jean-Marc Coicaud e Anne-Marie Gardner